# (9130) Galois
(9130) Galois ist ein Asteroid des Hauptgürtels, der am 25. April 1998 vom belgischen Astronomen Eric Walter Elst an der Europäischen Südsternwarte entdeckt wurde.
Der Asteroid wurde nach dem französischen Mathematiker Évariste Galois (1811–1832) benannt, der durch seine Ansätze zur Lösung algebraischer Gleichungen, der Galoistheorie, posthum Berühmtheit erlangte.